# Conjetura de Dickson
En teoría de números, una rama de las matemáticas, la conjetura de Dickson (establecida por Leonard Eugene Dickson en 1904) propone que para un conjunto finito de formas lineales a1 + b1n, a2 + b2n, ..., ak + bkn con bi ≥ 1, hay infinitos números enteros positivos n que son todos primos, a menos que exista una condición de congruencia que lo impida (Ribenboim, 1996, 6.I). El caso k = 1 es el teorema de Dirichlet.
Otros dos casos especiales son conjeturas bien conocidas: hay un número infinito de números primos gemelos (es decir, que n y n+2 son ambos números primos), y hay un número infinito de números primos de Sophie Germain (tales que n y 2n+1 son ambos números primos).
La conjetura de Dickson se amplía aún más con la hipótesis H de Schinzel.

## Conjetura generalizada de Dickson
Dados polinomios n con grados positivos y coeficientes enteros (n puede ser cualquier número natural) que satisfacen las tres condiciones de la conjetura de Buniakovski, y para cualquier primo p hay un número entero x tales que los valores de todos los n polinomios en x no son divisibles por p, entonces hay infinitos enteros positivos x tales que todos los valores de estos n polinomios en 'x' son primos. Por ejemplo, si la conjetura es verdadera, entonces hay infinitos números enteros positivos x tales que x2 + 1, 3x - 1 y x2 + x + 41 son todos primos. Cuando todos los polinomios tienen grado 1, esta es la conjetura original de Dickson.
Esta conjetura más general es la misma que la conjetura de Buniakovski generalizada.